# ランチア・プリズマ
プリズマ（Prisma ）は、イタリアの自動車会社ランチアが製造していたFF方式及び4WDの乗用車。
かつての正規輸入元であるガレーヂ伊太利屋が輸入販売していた。

## 概要
プリズマは、デルタの姉妹車種として1982年に発表された。ボディタイプは3ボックスの4ドアセダンのみ。
基本的にはデルタの3ボックスセダン版というべきものであるが、デルタ同様ボディ・デザインをイタルデザインが担当し、ノーブルな雰囲気に仕立てられている。

## エンジン・モデル
ガソリンはすべて直列4気筒でSOHC8Vの1.3リッター、1.5リッター、DOHC8Vの1.6リッター、DOHC8Vの2リッター。その他本国ではディーゼルもあった。
内装は、エルメネジルド・ゼニアの生地をシート全面やドアトリムに用いるなど、高級な雰囲気に仕立てられている。